# Joseph Smith Memorial Building
Le Joseph Smith Memorial Building, ainsi nommé en mémoire de Joseph Smith, fondateur de l’Église de Jésus-Christ des saints des derniers jours, est situé à l’angle de Main Street et South Temple à Salt Lake City, près de Temple Square. Auparavant Hotel Utah, il est aujourd’hui un bâtiment administratif. Le 3 janvier 1978, il a été ajouté au Registre national des lieux historiques au titre de ‘Hotel Utah’.

## Histoire

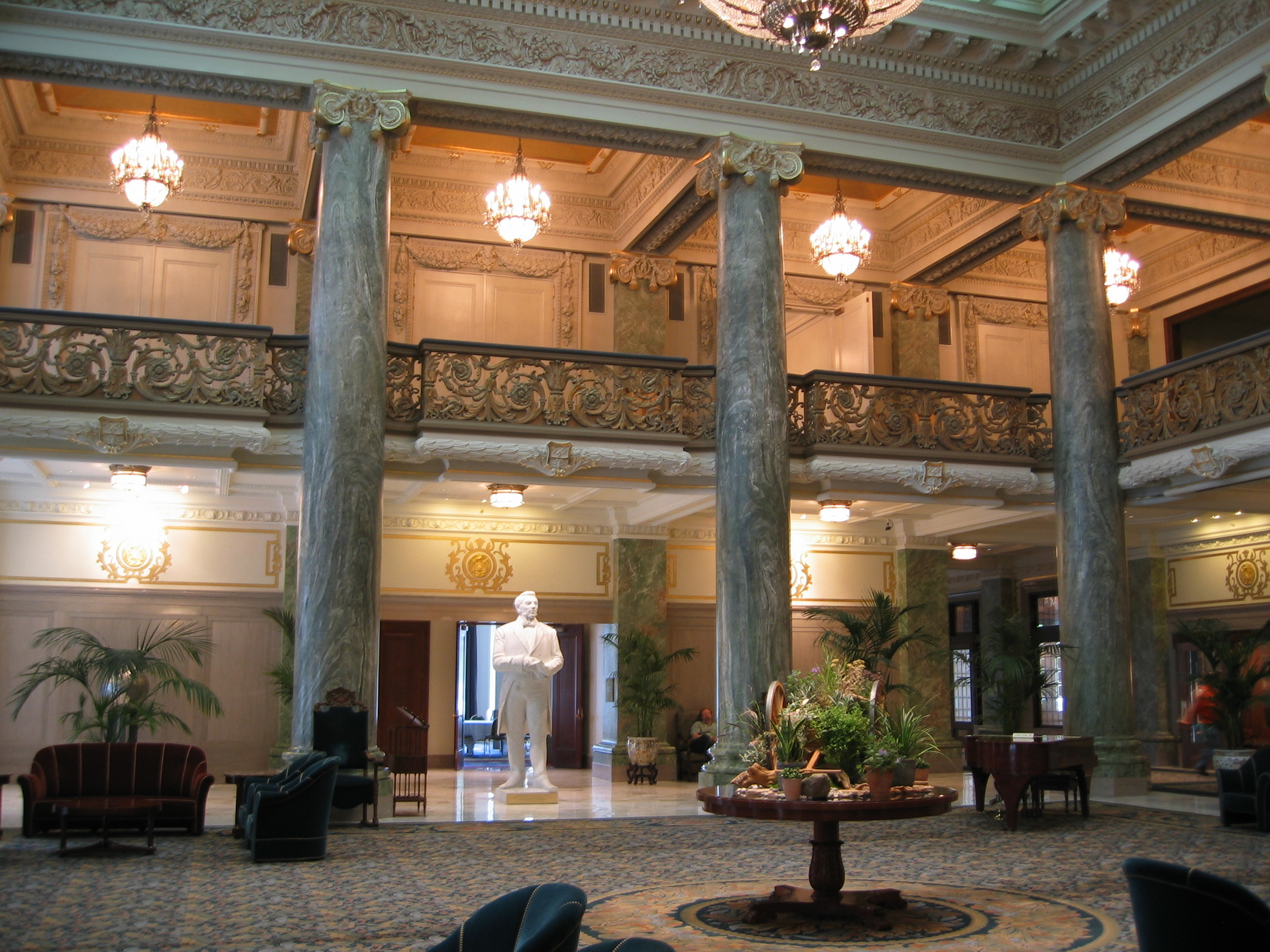
Hall du 'Joseph Smith Memorial Building'

L’angle de Main Street et de South Temple a été longtemps important dans l'histoire de l'Utah. Avant la construction de l'Hôtel Utah en novembre 1909, le bureau général des dîmes de l'Église de Jésus-Christ des saints des derniers jours, le magasin de l'évêque et l’imprimerie de Deseret News étaient tous situés sur le site.
De style néo-Renaissance, les travaux de l’hôtel, conçu par le bureau d’architecture Parkinson et Bergstrom à Los Angeles ont commencé en juin 1909. Deux ans plus tard, le 9 juin 1911, l’Hotel Utah a ouvert ses portes. Bien que l'Église de Jésus-Christ des saints des derniers jours en ait été l'actionnaire principal, de nombreux mormons et non-mormons de la commune et des chefs d'entreprise ont également acheté des actions dans le but de doter la ville d’un hôtel de première classe.
Le plus grand bar, très raffiné, de l’Ouest des États-Unis a été construit dans le sous-sol de l'Hôtel pour rembourser un prêt à la construction de 2 millions de dollars. Le financement, sous la responsabilité de Charles W. Nibley, Évêque président de l’Église, a été assuré par Charles Baruch, financier de New York. Mais le projet nécessitait la vente de liqueurs fortes. Lorsqu'il a été informé de la construction d'un bar, le Président Joseph F. Smith s’exclama : 'De quoi s’agit-il, la parole de sagesse ou de la solvabilité financière ?'. En fin de compte, Joseph F. Smith capitula.
Le bâtiment de dix étages a une structure en béton et acier et est recouvert de terre cuite émaillée blanche et de brique. Divers ajouts et transformations effectuées ont eu lieu au fil du temps, y compris une expansion importante au nord et des modifications aux installations de restauration sur le toit.
Le bâtiment n’est plus utilisé comme hôtel depuis 1987. Une rénovation majeure et une réadaptation du projet tenant compte à la fois de la municipalité et des fonctions de l'Église a été achevée en 1993. Le président de l'Église Gordon B. Hinckley choisit ce nom quand il observa qu'il y avait de nombreux monuments dédiés aux pionniers mormons et au fondateur de l'Utah, Brigham Young, mais aucun à Joseph Smith.

## Utilisations

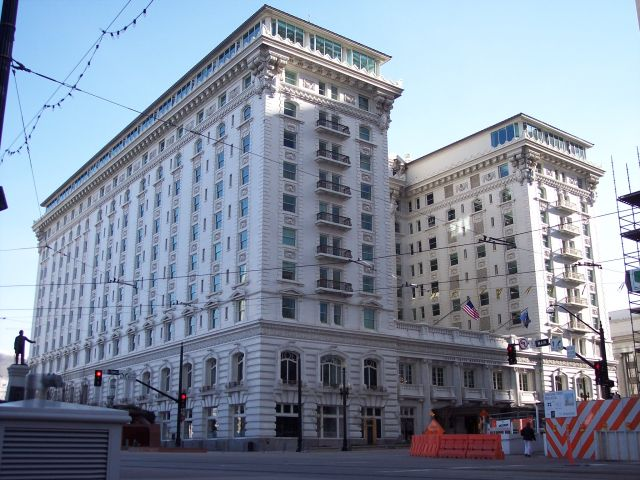
Joseph Smith Memorial Building, Salt Lake City

L’Église de Jésus-Christ des saints des derniers jours utilisent maintenant ce bâtiment pour :

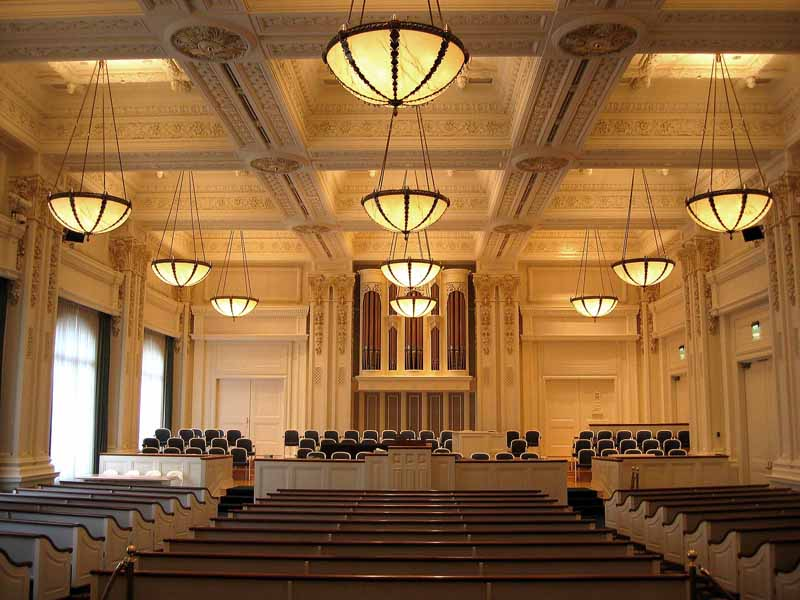
Salle de culte dans le 'Joseph Smith Memorial Building'

- Un grand hall historique, richement décoré à plusieurs étages, disposant d'une grande statue blanche de Joseph Smith, et un immense lustre en cristal. Des concerts de musique classique y sont souvent interprétés.
- Le centre  FamilySearch où le public peut utiliser les ordinateurs et le matériel disponible pour faire leurs recherches d'histoire familiale et leur généalogie[5].
- Le ‘Legacy Theater’ (Théâtre du Patrimoine) où le public peut visionner des films produits par l’Église sur l’histoire de l’Église[6].
- Deux restaurants,  ‘The Roof and The Garden’ (le Toit et le Jardin), au dernier étage avec une vue sur la ville de Salt Lake City[5].
- Les niveaux inférieurs du bâtiments sont consacrés à des projets de logiciels en cours pour l’Église en soutien des Centres d'Histoire Familiale dans le monde et diverses autres activités.
- La plupart des salles au niveau du sol, et des neuvièmes et dixième étages, peuvent être loués pour des réceptions de mariage ou dîners.
- Une chapelle utilisée pour les réunions du dimanche de plusieurs paroisses.
- Un couple de faucons pèlerins retourne chaque année nicher au sommet du bâtiment sur lequel ont été installées webcams afin de les rendre visibles au public[7].